# فهرست هشتگ‌های داغ‌شده در توییتر فارسی
فهرست هشتگ‌های داغ‌شده در توییتر فارسی هشتگ‌هایی را شامل می‌شود که توسط کاربران ایرانی در توییتر در پی واکنش به اخبار یا به جهت اعتراض محبوب شده‌اند. برخی از این هشتگ‌ها در پی فراخوان فعالان سیاسی و اجتماعی و طوفان توییتری ترند جهانی شده‌اند. فهرست شامل هشتگ‌های بدون منبع، رباتی و همچنین مناسبتی نمی‌گردد.

## تاریخچه
توییتر یکی از پرطرفدارترین شبکه‌های اجتماعی در ایران است، رشد کاربران این وبگاه در انتخابات ریاست‌جمهوری ایران (۱۳۸۸) به حدی رسیده بود که در سایت الکسا به عنوان چهارمین وبگاه پربازدید ایرانیان معرفی شد. در حال حاضر توییتر توسط دولت ایران فیلتر شده‌است و کاربرانش به‌طور مستقیم به آن دسترسی ندارند.
بعد از انتخابات ریاست‌جمهوری ایران (۱۳۸۸) و سرکوب مخالفان و قطع شدن راه‌های ارتباطی از جمله پیامک و کند شدن سرعت اینترنت و فیلتر شدن بسیاری از وبگاه‌ها، توییتر یکی از ابزارهایی بود که توسط مخالفان دولت و مردم برای اطلاع‌رسانی سریع و مخابره آن مورد استفاده قرار گرفت و تگ‌های Iran #Iranelection# در صفحه اول توییتر به انتخابات ایران اختصاص یافت. این اولین بار بود که در دنیا از یک شبکه اجتماعی برای خبررسانی به این گستردگی استفاده می‌شد و مردم توانستند از طریق توییتر محدودیت‌های حاکم را دور بزنند و خبرها را ارسال کنند. در حالی که دولت ایران به سرکوب رسانه‌های خارجی پرداخته بود، فعالان سرویس توییتر را برای ارسال لینک‌ها به ویدیوها، عکس‌ها و گزارش‌های مربوط به خشونت بکار می‌برند؛ و در همان زمان بسیاری از کاربران توییتر نماها یا چهرک‌های خود را به رنگ سبز درآورند.
نقش اینترنت و سایر فناوری‌های ارتباطی مدرن در این اعتراضات قابل توجه بوده‌است. اخبار و تصاویر و ویدیوهای مربوط به این وقایع از طریق شبکه‌های اجتماعی و یوتیوب منتشر شده و هماهنگی برای اجتماعات از طریق شبکه‌های اجتماعی و توییتر صورت گرفته‌است.
یکی از علل رو آوردن به توییتر قطع سامانهٔ پیامک تلفن همراه بوده‌است بنابراین به نظر می‌رسد توییتر نقش جایگزین این سیستم را به دست آورده‌است.
از طرفی خبررسانی‌های توییتری توسط کسانی که در ایران مستقیماً در جریان اخبار قرار داشتند باعث ایجاد انتقادات شدیدی نسبت به وضعیت خبررسانی رسانه‌های بزرگی همچون سی‌ان‌ان شدند.
در مهر ۱۴۰۱، هشتگ مهسا امینی رکوردار استفاده از یک هشتگ در توییتر شد.

## فهرست

### سال ۲۰۰۹
| #            | تاریخ | موضوع | شرح | منبع  |
| ------------ | ----- | ----- | --- | ----- |
| سال ۱۳۸۸     |       |       | |       |
| IranElection | خرداد | سیاسی | بعد از انتخابات ریاست جمهوری ایران (۱۳۸۸) و سرکوب مخالفان و قطع شدن راه‌های ارتباطی از جمله پیامک، توییتر یکی از ابزارهایی بود که توسط مردم برای اطلاع‌رسانی سریع و مخابره آن مورد استفاده قرار گرفت و تگ‌های Iran #Iranelection# در صفحه اول توییتر به انتخابات ایران اختصاص یافت. این اولین بار بود که در دنیا از یک شبکه اجتماعی برای خبررسانی به این گستردگی استفاده می‌شد. | [ ۷ ] |

### سال ۲۰۱۶
| #           | تاریخ    | موضوع | شرح | منبع                        |
| ----------- | -------- | ----- | --- | --------------------------- |
| سال ۹۴–۱۳۹۵ |          |       | |                             |
| saveArash   | دی       | سیاسی | پس از اعتصاب غذا آرش صادقی، کاربران توییتر با این هشتگ در سراسر جهان خواستار حفاظت از جان او شدند و در اعتراض به رباتی خواندن ترند شدن این هشتگ، هشتگ من ربات نیستم به صورت عکس و نوشتن روی دست فراگیر شد. | [ ۸ ] [ ۹ ]                 |
| FreeOmid    | اردیبهشت | سیاسی | پنج‌شنبه، ۲ اردیبهشت ۱۳۹۵، کاربران ایرانی توییتر با استفاده از هشتگ‌های مرتبط با امید کوکبی، نام این دانشجوی زندانی را که سلامتش با خطر جدی مواجه است، جهانی کردند. پس از انجام عمل جراحی امید کوکبی، گروهی از کاربران شبکه اجتماعی توییتر، با انتشار بی سابقهٔ هشتگ‌های #FreeOmid و #امیدکوکبی اعتراض خود را نسبت به زندانی بودن و نقض حقوق او اعلام کردند. این هشتگ‌ها در بیش از دویست هزار توئیت مورد استفاده قرار گرفتند. در شبکه اجتماعی اینستاگرام نیز بیش از ۱۵۰۰ تصویر به یاد امید کوکبی به اشتراک گذاشته شد و افرادی نظیر جعفر پناهی و مهناز افشار هم در پست‌هایی به آن پرداختند. | [ ۱۰ ] [ ۱۱ ] [ ۱۲ ] [ ۱۳ ] |

- هشتگ‌های سال ۱۳۹۵[۱۴]

### سال ۲۰۱۷
| #                    | تاریخ        | موضوع   | شرح | منبع                 |
| -------------------- | ------------ | ------- | --- | -------------------- |
| سال ۹۵–۱۳۹۶          |              |         | |                      |
| کلیشه برعکس          | شهریور       | فرهنگی  | کمپین «کلیشه برعکس» یک پروژه برابری‌خواهانه است که در فضای مجازی با هشتگی با همین نام از روز دوشنبه ۱۳ شهریور در توییتر فارسی کلید خورده‌است. این کمپین که از سوی فمینیست‌ها و فعالان حقوق زنان از توییتر آغاز شده بود، به سرعت در میان کاربران این شبکه مجازی فراگیر شد. با این هشتگ کاربران تمام کلیشه‌هایی را که دربارهٔ زنان در جامعه رواج دارد و بر زبان‌ها جاری است، برعکس دربارهٔ مردان به کار گرفتند. نتیجه: توییت‌هایی بود که مضحک بودن کلیشه‌ها را دربارهٔ زنان و مردان نشان می‌داد. بیشتر این توییت‌ها مفهوم انتقادی عمیقی همراه خود دارند. توییت‌هایی که با این هشتگ می‌شود بازه‌ای وسیع دارد. این نوشته‌ها با هشتگ کلیشه برعکس از اشعار کلاسیکی که حاوی تبعیض جنسیتی هستند را در بر می‌گیرد تا تبلیغات و فرهنگ‌سازی‌های جمهوری اسلامی ایران که علیه زنان و حضورشان در جامعه تلقی می‌شود. | [ ۱۵ ] [ ۱۶ ] [ ۱۷ ] |
| دختران خیابان انقلاب | دی           | اجتماعی | در واکنش به دختران خیابان انقلاب، دی‌ماه ۱۳۹۷ پیش از اعتراض‌های سراسری در ایران، فیلمی از یک دختر جوان در خیابان انقلاب تهران منتشر شد که با رفتن روی یک پست انتقال برق، روسری خود را به یک چوب وصل کرده بود و آن را مانند پرچم تکان می‌داد. این اقدام بازتاب گسترده‌ای در شبکه‌های اجتماعی داشت و حتی رسانه‌های خارجی با پوشش این خبر، از آن به معنای «مخالفت با حجاب اجباری» یاد کردند. | [ ۱۸ ] [ ۱۹ ]        |
| براندازم             | بهمن         | سیاسی   | پس از واکنش سید محمد خاتمی ریس‌جمهور پیشین ایران به اعتراضات دی ۱۳۹۶ ایران با گفتن اینکه: «جوانانی که حتی شعارهای تند و ساختارشکنانه می‌دادند، برانداز نبودند. اینها اعتراض داشتند؛ 'آشغال ' و 'آشوب طلب ' نبودند، بلکه جوانانی بودند که احساساتشان غلبه کرده…» | [ ۲۰ ] [ ۲۱ ] [ ۲۲ ] |
| گلستان هفتم          | بهمن و اسفند | سیاسی   | در واکنش به اعتراضات دراویش گنابادی، سرکوب آنها در شمال تهران، خیابان گلستان هفتم و حصر خانگی نورعلی تابنده | [ ۲۳ ]               |

### سال ۲۰۱۸
| #           | تاریخ    | موضوع | شرح | منبع          |
| ----------- | -------- | ----- | --- | ------------- |
| سال ۹۶–۱۳۹۷ |          |       | |               |
| کازرون      | اردیبهشت | سیاسی | در واکنش به ناآرامی‌های ۱۳۹۷ کازرون، توییت‌های دربارهٔ کازرون با هشتگ‌های "کازرون"، "کازرون در خون" زده شد. پیشینه اعتراضات مردم کازرون، به موضوع تجزیه این شهرستان و تشکیل شهرستان جدید به نام «کوه چنار» برمی‌گردد. | [ ۲۴ ] [ ۲۵ ] |

### سال ۲۰۱۹
| #                           | تاریخ  | موضوع   | شرح | منبع                 |
| --------------------------- | ------ | ------- | --- | -------------------- |
| سال ۹۷–۱۳۹۸                 |        |         | |                      |
| نایاک برای ملاها لابی می‌کند | خرداد  | سیاسی   | در ۲۶ می ۲۰۱۹ طوفانی توییتری توسط ایرانیان با هشتگ «نایاک برای ملاها لابی می‌کند» (NIACLobbies4Mullahs) ایجاد شد. ایرانیان آمریکا با بیش از ۲۵۰ هزار توییت اعلام کردند که گروه نایاک در آمریکا برای نظام جمهوری اسلامی لابی می‌کند و نماینده آنها نیست. این هشتگ توانست ترند اول بسیاری از کشورها شود.                                  | [ ۲۶ ] [ ۲۷ ]        |
| دختر آبی                    | شهریور | اجتماعی | کاربران توییتر با هشتگ‌های #دختر_آبی، #تا_نیاد_نمیرم و #bluegirl نسبت به این رخداد واکنش نشان دادند که موجب ترند شدن هشتگ‌ها و واکنش‌های جهانی شد. همچنین فقط در طول ۲۴ ساعت هشتگ #BanIRSportsFederations بیش از ۶۰ هزار بار از سوی ایرانیان در توییتر تکرار و خواستار محروم شدن فدراسیون‌های ورزشی جمهوری اسلامی از رقابت‌های جهانی شدند. | [ ۲۸ ] [ ۲۹ ]        |
| با من به ورزشگاه بیا        | مهر    | فرهنگی  | در پی واکنش به حضور زنان در بازی ایران و کامبوج و ابراز خوشحالی از این امر برخی از کاربران، به دوستانی که تولد دارند، بلیط بازی ایران کامبوج را هدیه داده‌اند و شماری به «دختر آبی» ادای احترام کرده‌اند که حسرت دیدن فوتبال در ورزشگاه آزادی تهران به دلش ماند.                                                                        | [ ۳۰ ] [ ۳۱ ] [ ۳۲ ] |
| Internet4iran               | آبان   | سیاسی   | در پی اعتراضات آبان ۱۳۹۸ ایران در واکنش به گرانی بنزین و قطع کردن اینترنت توسط حکومت ایران کاربران خارج از ایران برای اعتراض به این وضعیت و اطلاع‌رسانی دربارهٔ آن از این هشتگ استفاده کردند. | [ ۳۳ ]               |

### سال ۲۰۲۰
| #                                   | تاریخ  | موضوع   | شرح | منبع                            |
| ----------------------------------- | ------ | ------- | --- | ------------------------------- |
| سال ۹۸–۱۳۹۹                         |        |         | |                                 |
| قاسم سلیمانی                        | دی     | سیاسی   | به دنبال کشته شدن قاسم سلیمانی، این هشتگ به انگلیسی، فارسی و ترکی ترند جهانی شد. هشتگ انگلیسی سلیمانی #Soleimani با حدود یک میلیون توئیت، هشتگ فارسی #قاسم_سلیمانی با ۲۵۷ هزار توئیت به ترند جهانی شبکه اجتماعی توئیتر تبدیل شد. | [ ۳۴ ] [ ۳۵ ]                   |
| PS752                               | دی     | اجتماعی | در واکنش به پرواز شماره ۷۵۲ هواپیمایی بین‌المللی اوکراین | [ ۳۶ ]                          |
| آینده روشن                          | بهمن   |         | واکنش به انتشار توییت وزیر ارتباطات ایران با عکسی از لباس فضانوردی با هشتگ «آینده روشن» | [ ۳۷ ]                          |
| کرونا                               | اسفند  | اجتماعی | با انتشار اخبار مربوط به شیوع کرونا در کشور | [ ۳۸ ]                          |
| مردم را می‌کشند، زبانشان هم دراز است | خرداد  | سیاسی   | اظهارات علی خامنه‌ای، رهبر جمهوری اسلامی، دربارهٔ اعتراض‌های اخیر علیه تبعیض نژادی در آمریکا پس از انتشار از سوی صداوسیما، به سرعت با واکنش گسترده کاربران در رسانه‌های اجتماعی روبه‌رو شد. خامنه‌ای در بخشی از سخنرانی‌اش در روز چهارشنبه ۱۴ خرداد دربارهٔ دولت آمریکا گفت: «مردم را می‌کشند و زبانشان هم دراز است». همین جمله تبدیل به هشتگ توییتری شده و علیه خود او در حال استفاده است. | [ ۳۹ ] [ ۴۰ ] [ ۴۱ ]            |
| جمعیت امام علی                      | تیر    | اجتماعی | در واکنش به دستگیری شارمین میمندی‌نژاد مؤسس جمعیت امام علی | [ ۴۲ ] [ ۴۳ ]                   |
| شکنجه با کرونا                      | تیر    | سیاسی   | در پی انتشار نامه نرگس محمدی، فعال مدنی زندانی در زندان زنجان که از ابتلای خود و تعداد دیگری از زندانیان به کرونا و نبود امکانات درمانی و بهداشتی خبر داد، کاربران ایرانی با انتشار پیام‌هایی با هشتگ #شکنجه_با_کرونا یک طوفان توئیتری به راه انداختند. کاربران در توئیتر با انتشار پیام‌هایی، با اشاره به این بخش از نامه خانم محمدی که اعلام کرد «با ابتلا به کرونا بدون دارو و خدمات پزشکی به‌سر می‌برم»، عنوان کردند که ممانعت از اعطای مرخصی به زندانیان مبتلا به کرونا را مصداق شکنجه دانسته و آن را تلاش برای خاموش کردن صدای فعالان مدنی عنوان کردند. این خبر توسط سازمان زندان‌ها تکذیب شد. | [ ۴۴ ] [ ۴۵ ] [ ۴۶ ]            |
| اعدام نکنید                         | تیر    | سیاسی   | در اعتراض به حکم اعدام سه جوان ایرانی به نام‌های امیرحسین مرادی، محمد رجبی و سعید تمجیدی بود که در ۲۴ تیر ۱۳۹۹ در توییتر و اینستاگرام راه افتاد. این سه نفر از معترضان آبان ۱۳۹۸ ایران بودند. پس از تأیید و انتشار خبر اعدام این سه جوان هشتگ #اعدام_نکنید در فضای مجازی ترند شد و در اندک زمانی در جایگاه نخست ترند جهانی نیز قرار گرفت. | [ ۴۷ ] [ ۴۸ ]                   |
| به طالبان باج ندهید                 | تیر    | سیاسی   | کاربران افغان در شبکه‌های اجتماعی، کارزار اینترنتی در مخالفت با آنچه «باج‌دهی به طالبان» در مذاکرات صلح با این گروه می‌خوانند، آغاز کرده‌اند و کاربرانی از ایران نیز به آن پیوسته‌اند | [ ۴۹ ] [ ۵۰ ]                   |
| لغو فوری اعدام                      | تیر    | سیاسی   | واکنش به انتشار خبر صدور حکم اعدام برای پنج بازداشتی اعتراضات دی ۹۶ در خمینی‌شهر | [ ۵۱ ] [ ۵۲ ]                   |
| صدای نرگس باش                       | تیر    | سیاسی   | هشتگی در پی انتشار ویدئوی درخواست فرزندان نرگس محمدی از مردم در شبکه‌های اجتماعی هزاران بار منتشر شد. | [ ۵۳ ] [ ۵۴ ]                   |
| مریم رجوی گوه خورد                  | تیر    | سیاسی   | پس از پخش سخنرانی مریم رجوی در نشست سالانه سازمان مجاهدین خلق ایران که توسط ایران اینترنشنال به‌طور مستقیم پخش شد. | [ ۵۵ ] [ ۵۶ ]                   |
| به ظاهر                             | مرداد  | سیاسی   | در واکنش به بولتن خبری ساعت ۱۴:۰۰ از شبکه یک تلویزیون دولتی ایران که باراک اوباما را به عنوان رئیس‌جمهور سابق به ظاهر سیاه‌پوست آمریکا معرفی کرد. در این بولتن خبری گزارشی پخش شد از مراسم خاک‌سپاری جان لوئیس، از رهبران سیاه‌پوست آمریکا، که باراک اوباما در آن سخنرانی کرده بود. | [ ۵۷ ] [ ۵۸ ]                   |
| کولبر نکشید                         | مرداد  | سیاسی   | در پی تیراندازی و کشته‌شدن یک کول‌بر توسط نیروهای نظامی در مرز بانه | [ ۵۹ ] [ ۶۰ ]                   |
| کیوان امام                          | شهریور | اجتماعی | پس از افشاگری گروهی از دختران به مورد تجاوز جنسی قرار گرفتن توسط فردی به نام ک. ا. که خود را دانشجو در تهران معرفی کرده بودند. | [ ۶۱ ] [ ۶۲ ]                   |
| روستای ابوالفضل                     | شهریور | اجتماعی | در پی درگیری در روستای ابوالفضل در روز چهارشنبه ۵ شهریور، این درگیری به علت حضور مأموران اجرای شهرداری با نیروی انتظامی و لودر به وجود آمد که برای اجرای حکم کمیسیون ماده ۱۰۰ و به منظور تخریب منازل ساکنان روستای ابوالفضل اهواز اقدام کردند که با اعتراض ساکنان و اهالی مواجه شدند. | [ ۶۳ ] [ ۶۴ ] [ ۶۵ ]            |
| نسرین ستوده                         | شهریور | سیاسی   | پس از ۱۹ روز از اعتصاب غذای نسرین ستوده، وکیل دادگستری و فعال حقوق بشر، رضا خندان، همسر او در توییتر خبر داد که او مصمم به ادامه اعتصاب غذا است. در شبکه اجتماعی توییتر هشتگ آزادی ستوده نیز منتشر شد. کاربران شبکه اجتماعی توییتر شامگاه شنبه هشتم شهریور (۲۹ اوت) با انتشار توییت‌هایی خواستار آزادی نسرین ستوده، وکیل دادگستری و فعال حقوق بشر شدند. شمار زیادی از کاربران در جریان این طوفان توییتری از هشتگ‌های #نسرین_ستوده و #FREENASRIN (نسرین را آزاد کنید) استفاده کردند و این هشتگ به یکی از ترندهای توییتر در ایران تبدیل شد.                                                         | [ ۶۶ ] [ ۶۷ ]                   |
| نوید افکاری                         | شهریور | سیاسی   | صدور حکم اعدام برای نوید افکاری، موجب واکنش‌ها و اعتراضات مختلفی در فضای مجازی شد و به بازتاب دوباره هشتگ اعدام نکنید، و نیز هشتگ‌های نوید افکاری و آزادشان کنید، انجامید. | [ ۶۸ ] [ ۶۹ ]                   |
| استراماچونی را برگردانید            | شهریور | ورزشی   | هواداران تیم باشگاه فوتبال استقلال مطالبهٔ بازگشت آندره‌آ استراماچونی سرمربی پیشین خود را به داغ‌ترین هشتگ توییتر فارسی تبدیل کردند. تعداد توییت‌های داغ شده با این هشتگ ظرف دو روز، از ۱۲۳ هزار عبور کرد. داغ شدن یک هشتگ ورزشی، اتفاقی نادر در توییتر فارسی بود. | [ ۷۰ ] [ ۷۱ ]                   |
| دنا پلاس                            | شهریور | سیاسی   | | [ ۷۲ ]                          |
| خامنه‌ای گوه خورد                    | شهریور | سیاسی   | در شهریور ۱۳۹۹، پس از پخش یک فیلم از سید علی خامنه‌ای، رهبر جمهوری اسلامی ایران، که در آن رضاشاه را نقد کرد، توفان توئیتری با هشتگ «#خامنه‌ای_گوه_خورد» به راه افتاد و این هشتگ، سریعاً ترند گردید. خامنه‌ای در این فیلم، رضاشاه را کسی وابسته به انگلستانی‌ها معرفی کرد و همچنین اعلام کرد که رضاشاه کسی بود که به هیلتر، گرایش داشت. | [ ۷۳ ] [ ۷۴ ]                   |
| صدای شارمین باشیم                   | شهریور | سیاسی   | | [ ۷۵ ]                          |
| نادر مختاری                         | شهریور | سیاسی   | | [ ۷۶ ]                          |
| BanIRSports4Navid                   | شهریور | سیاسی   | درخواست تحریم ورزش جمهوری اسلامی ایران به دلیل اعدام کشتی‌گیر نوید افکاری. ایرانیان داخل و خارج از کشور در توییت‌های خود با این هشتگ به دلیل محاکمهٔ غیرعادلانهٔ ورزشکار نوید افکاری و اعدام ناگهانی او، راه ندادن زنان به ورزشگاه‌ها، بازی نکردن مقابل ورزشکاران کشور اسرائیل و… خواهان تعلیق ورزش جمهوری اسلامی ایران شدند. قبل از اعدام نوید، بسیاری خواهان موضع‌گیری شفاف و قاطع فدراسیون جهانی کشتی و فدراسیون جهانی المپیک و … و بودند و اعتقاد داشتند تهدید به تعلیق کلیت ورزش جمهوری اسلامی ایران، می‌توانست حکم اعدام نوید را لغو کرده و جان او را نجات دهد                                   | [ ۷۷ ]                          |
| پیمان نوین                          | مهر    | سیاسی   | در واکنش به سخنان ویدیویی و زندهٔ رضا پهلوی با عنوان پیمان نوین که در آن به کنار گذاشتن کدورت‌ها و اختلافات بین گروه‌های مخالف جمهوری اسلامی و لزوم ایجاد اتحاد می‌پردازد؛ مردم را به اعتراضات و اعتصابات دعوت کرده و نوید آینده‌ای بهتر را بدون جمهوری اسلامی در یک ایران آزاد و سکولار و پایبند به قوانین بین‌المللی و منشور حقوق بشر می‌دهد. | [ ۷۸ ]                          |
| شهادت می‌دهم                         | مهر    | سیاسی   | | [ ۷۹ ]                          |
| شجریان                              | مهر    | فرهنگی  | پس از درگذشت محمدرضا شجریان، هشتگ «شجریان» در توییتر ترند ششم جهان شد. | [ ۸۰ ] [ ۸۱ ]                   |
| ایمیل‌های هیلاری                     | مهر    | سیاسی   | | [ ۸۲ ] [ ۸۳ ]                   |
| انسولین نیست                        | مهر    | اجتماعی | در سال ۱۳۹۹ گزارش‌هایی از کمبود و کاستی‌های انسولین در داروخانه‌های ایران گزارش شد اما در مهر ۹۹ که کمیابی این دارو تشدید شد، باعث اعتراض گسترده کاربران شبکه‌های اجتماعی با استفاده از هشتگ «#انسولین_نیست» شد. به گفته برخی منابع، این دارو از اسفند ۹۸ به‌سختی پیدا می‌شود، اما کمیاب و نایاب شدن این دارو از اواخر شهریور ۹۹ به‌مرور بازتاب خبری یافت. | [ ۸۴ ] [ ۸۵ ] [ ۸۶ ]            |
| دختر آبادان                         | آبان   | اجتماعی | در پی انتشار فیلم تعرض و کتک زدن یک زن جوان در آبادان، به همراه این هشتگ، هشتگ‌های جهان نژادیان متجاوز و iranianlivesmatter نیز مورد استفاده قرار گرفت | [ ۸۷ ]                          |
| مهرداد سپهری                        | آبان   | اجتماعی | در واکنش به کشته شدن مهرداد سپهری | [ ۸۸ ] [ ۸۹ ] [ ۹۰ ] [ ۹۱ ]     |
| جان پدر کجاستی                      | آبان   | اجتماعی | جان پدر کجاستی! پیام پدر یکی از قربانیان حادثه تروریستی دانشگاه کابل بود که بعد از ۱۴۲ تماس ناموفق به فرزندش ارسال کرده بود. | [ ۹۲ ] [ ۹۳ ] [ ۹۴ ]            |
| کدام آبان؟                          | آبان   | سیاسی   | به‌نقل از خواهر یکی از کشته‌شدگان آبان ۹۸ چنین آمده بود: «گفتند از دفتر رهبری تماس می‌گیریم، شما شکایت کردید؟ گفتم بله. گفتند چه‌جوری بوده، چی بوده؟ گفتم برادرم آبان کشته شده. گفتند کدام آبان؟ گفتم آبان خونین ۹۸. گفتند خب پرونده شما دارد رسیدگی می‌شود. همین.». این هشتگ در توییتر ۱۵۹ میلیون بار دیده شد و در ۱۱۰ هزار توییت و ریتوییت استفاده شد. در روز بعد (۲۵ آبان ۹۹) این هشتگ در توییتر ۲۳۷ میلیون بار دیده شد و در بیش از ۱۸۲ هزار توییت و ری‌توییت استفاده شده‌است. | [ ۹۵ ] [ ۹۶ ] [ ۹۷ ]            |
| مارادونا                            | آذر    | ورزشی   | در پی در گذشت مارادونا |                                 |
| نه به تقسیم بلوچستان                | آذر    | سیاسی   | ششم آذر کاربران ایرانی در توییتر با استفاده از هشتگ «#نه_به_تقسیم_بلوچستان» به طرح تفکیک استان سیستان و بلوچستان به چهار استان اعتراض کردند. از عمده دلایل مخالفت با این طرح تغییر بافت جمعیتی، عمیق‌تر شدن شکاف تبعیض و نگرانی از حذف نام «بلوچستان» است. کاربران در توییتر با استفاده از هشتگ «#نه_به_تقسیم_بلوچستان» مخالفت خود با این طرح مجلس را نشان دادند و این هشتگ با بیش از ۶۳ هزار توییت، به ترند اول در توییتر فارسی تبدیل شد. | [ ۹۸ ]                          |
| جوانی کنید                          | آذر    | سیاسی   | در واکنش به پیام تبریک محمدجواد آذری جهرمی وزیر مخابرات به مناسبت روز دانشجو | [ ۹۹ ] [ ۱۰۰ ] [ ۱۰۱ ]          |
| اردوغان گوه خورد                    | آذر    | سیاسی   | در پی شعرخوانی اردوغان در آذربایجان پس از جنگ ارمنستان و جمهوری آذربایجان | [ ۱۰۲ ] [ ۱۰۳ ] [ ۱۰۴ ] [ ۱۰۵ ] |
| روح‌الله زم                          | آذر    | سیاسی   | پس از خبر اعدام روح‌الله زم | [ ۱۰۶ ] [ ۱۰۷ ]                 |
| پرسپولیس                            | آذر    | ورزشی   | به هنگام فینال لیگ قهرمانان آسیا ۲۰۲۰ و گزارش عادل فردوسی‌پور از حساب رسمی اینستاگرام کنفدراسیون فوتبال آسیا به صورت زنده | [ ۱۰۸ ]                         |
| فینال آسیا                          | آذر    | ورزشی   | به هنگام فینال لیگ قهرمانان آسیا ۲۰۲۰ و گزارش عادل فردوسی‌پور از حساب رسمی اینستاگرام کنفدراسیون فوتبال آسیا به صورت زنده | [ ۱۰۸ ]                         |
| عادل فردوسی‌پور                      | آذر    | ورزشی   | به هنگام فینال لیگ قهرمانان آسیا ۲۰۲۰ و گزارش عادل فردوسی‌پور از حساب رسمی اینستاگرام کنفدراسیون فوتبال آسیا به صورت زنده | [ ۱۰۸ ]                         |
| واکسن بخرید                         | آذر    | سیاسی   | انتقاد از سیاست‌های بهداشتی جمهوری اسلامی برای مقابله با ویروس کرونا که منجر به قربانی شدن ده‌ها هزار نفر و فشار روی کادر درمانی شده‌است و اینکه چرا ایران تا کنون برای خرید واکسن اقدام نکرده‌است. | [ ۱۰۹ ] [ ۱۱۰ ] [ ۱۱۱ ] [ ۱۱۲ ] |
| خلع ید یک‌کلام والسلام               | دی     | سیاسی   | پیش از برگزاری هیئت داوری جهت وگذاری شرکت هفت تپه، کارگران هفت تپه خواستار خلع ید کامل شرکت از بخش خصوصی هستند و این هشتگ در شبکه اجتماعی در حمایت از آنان آغاز شد. | [ ۱۱۳ ]                         |
| چمدان دلار                          | دی     | سیاسی   | در واکنش به اظهارات محمود الزهار، وزیر خارجه پیشین و عضو ارشد کادر رهبری حماس، که گفته بود قاسم سلیمانی برای آنان ۲۲ میلیون دلار در چمدان‌های ۴۰ کیلویی فراهم کرد به‌طوری که چمدان‌ها جا نداشت. کاربران به مقایسه زندگی مردم ایران پرداختند. | [ ۱۱۴ ] [ ۱۱۵ ] [ ۱۱۶ ] [ ۱۱۷ ] |

### سال ۲۰۲۱
| #                      | تاریخ        | موضوع   | شرح | منبع                            |
| ---------------------- | ------------ | ------- | --- | ------------------------------- |
| سال ۹۹–۱۴۰۰            |              |         | |                                 |
| یحیی تنها نیست         | دی           | ورزشی   | در حمایت از مربی باشگاه فوتبال پرسپولیس | [ ۱۱۸ ] [ ۱۱۹ ]                 |
| پرواز۷۵۲               | دی           | اجتماعی | سالگرد ساقط شدن پرواز شماره ۷۵۲ به همراه هشتگ‌های من هم شمعی روشن خواهم کرد، هواپیمای اوکراینی، فراموش نمی‌کنیم و PS752 | [ ۱۲۰ ] [ ۱۲۱ ]                 |
| ترامپ                  | دی           | سیاسی   | در پی تجمع طرفداران دونالد ترامپ و ورود آنها به ساختمان کنگره آمریکا |                                 |
| دم خداداد گرم          | دی           | اجتماعی | در حمایت از خداداد عزیزی که در برنامه «فوتبال برتر» صداوسیما دربارهٔ ممنوعیت حضور زنان در ورزشگاه گفت: «اگر قرار باشد جام ملت‌ها در ایران برگزار شود… ما خانم‌ها را چگونه می‌خواهیم در ورزشگاه راه بدهیم؟ فیفا و ای‌اف‌سی به ما اجازه نمی‌دهند که جلوی حضور آن‌ها را بگیریم یا بگویی آقا شما برو این‌جا بشین و خانم شما برو آن‌جا.» مجری صدا و سیما سعی کرد حرف‌های او را قطع کند.      | [ ۱۲۲ ] [ ۱۲۳ ]                 |
| اخراج رسول پناه        | دی           | ورزشی   | واکنش هواداران پرسپولیس نسبت ویدئو منتشر شده از رئیس هیئت مدیره باشگاه همچنین از هشتگ‌هایی مانند یحیی_تنها_نیست و اخراج_رسول_پناه_رغبتی نیز استفاده شد. | [ ۱۲۴ ] [ ۱۲۵ ]                 |
| عنابستانی              | بهمن         | اجتماعی | پس از سیلی زدن نماینده مجلس علی‌اصغر عنابستانی به سرباز راهور |                                 |
| freeKurdishActivists   | بهمن         | سیاسی   | در واکنش به بازداشت گسترده فعالان کرد | [ ۱۲۶ ]                         |
| مهرداد میناوند         | بهمن         | اجتماعی | پس از درگذشت مهرداد میناوند بخاطر ابتلا به کویید-۱۹ |                                 |
| علی انصاریان           | بهمن         | اجتماعی | پس از درگذشت علی انصاریان بخاطر ابتلا به کویید-۱۹ | [ ۱۲۷ ]                         |
| عالیه مطلب‌زاده         | بهمن         | سیاسی   | کاربران ایرانی توییتر با هشتگ «عالیه مطلب زاده» خواستار آزادی این عکاس، خبرنگار و فعال حقوق زنان زندانی در اوین شدند. | [ ۱۲۸ ]                         |
| مرد آزادی کجاست؟       | بهمن         | سیاسی   | کاربران ایرانی با راه‌اندازی کمپینی با هشتگ «مرد آزادی کجاست» در شبکه‌های اجتماعی، خواستار افشای سرنوشت مردی شدند که در خیابانی در تهران، شعار می‌داد: «مرگ بر شاه … مرگ بر خامنه‌ای … زنده باد آزادی». | [ ۱۲۹ ] [ ۱۳۰ ]                 |
| از شما بیزاریم         | بهمن         | سیاسی   | حامد اسماعیلیون در متنی به مناسبت چهل و دومین سالگرد حکومت جمهوری اسلامی در پی انقلاب سال ۱۳۵۷ با اشاره به موارد متعدد فسادهای اقتصادی و نقض حقوق‌بشر در ۴۲ سال گذشته، نوشت: «سالگرد انقلاب‌تان را بر این خون‌ها که ریخته‌اید، جشن بگیرید… ما از شما بیزاریم و شما را انسان نمی‌دانیم. بر شما نامی نیست. بر خونی هم که ریخته شد نامی نیست. آن‌که باد می‌کارد، توفان درو خواهد کرد.» | [ ۱۳۱ ] [ ۱۳۲ ] [ ۱۳۳ ]         |
| ده سال حصر             | بهمن         | سیاسی   | در واکنش به ۱۰ سالگی حصر خانگی میرحسین موسوی، زهرا رهنورد و مهدی کروبی | [ ۱۳۴ ]                         |
| بهنام محجوبی           | بهمن و اسفند | سیاسی   | در واکنش به خبر و سپس درگذشت بهنام محجوبی، درویش زندانی که در بیمارستان لقمان بخاطر عدم رسیدگی جان‌باخت. | [ ۱۳۵ ] [ ۱۳۶ ] [ ۱۳۷ ]         |
| سراوان تنها نیست       | اسفند        | سیاسی   | در واکنش به اعتراضات اسفند ۱۳۹۹ سراوان که ۱۰ نفر از سوخت‌بران بلوچ توسط سپاه پاسداران کشته‌شدند. همچنین هشتگ‌های سوخت‌بَر نکشید و سراوان نیز ترند شدند. | [ ۱۳۸ ] [ ۱۳۹ ] [ ۱۴۰ ] [ ۱۴۱ ] |
| نه به خطیر             | اسفند        | ورزشی   | در واکنش به دبیرکلی علی خطیر در فدراسیون فوتبال ایران |                                 |
| FATF                   | اسفند        | سیاسی   | پس از خبر تصویب احتمالی FATF توسط مجمع تشخیص مصلحت نظام و واکنش مخالفان و موافقان | [ ۱۴۲ ] [ ۱۴۳ ]                 |
| سیستانی                | اسفند        | سیاسی   | در واکشن به دیدار تاریخی سید علی سیستانی و پاپ فرانسیس در عراق | [ ۱۴۴ ] [ ۱۴۵ ]                 |
| نه به جمهوری اسلامی    | اسفند        | سیاسی   | کاربران با هشتگ نه به جمهوری اسلامی، با حکومت وقت مخالفت کردند | [ ۱۴۶ ]                         |
| اعتصاب زندانیان        | فروردین      | سیاسی   | در واکنش به اعتصاب غذا گسترده در زندان‌های ایران و همراهی با حاشیه‌نشینان، زحمت‌کشان و به یاد گرسنگان وطن بر سفره نوروز | [ ۱۴۷ ] [ ۱۴۸ ]                 |
| آزاده نامداری          | فروردین      | اجتماعی | در واکنش به پیدا شدن جسد نامداری در شمال غرب تهران |                                 |
| قرارداد ۲۵ ساله با چین | فروردین      | سیاسی   | پس از امضای برنامه ۲۵ ساله همکاری‌های مشترک ایران و چین | [ ۱۴۹ ]                         |
| نطنز                   | فروردین      | اجتماعی | پس از حادثه ۱۴۰۰ نطنز | [ ۱۵۰ ]                         |
| بیدادگاه               | اردیبهشت     | سیاسی   | کاربران شبکه‌های اجتماعی توییتر، روز سوم اردیبهشت ۱۴۰۰ با هشتگ «#بیدادگاه» به بیش از یک سال بازداشت موقت «علی یونسی» و «امیرحسین مرادی»، دو دانشجوی مدال‌آور المپیاد دانشگاه صنعتی شریف در زندان اوین اعتراض کردند. | [ ۱۵۱ ] [ ۱۵۲ ]                 |
| فدراسیون آبی           | اردیبهشت     | ورزشی   | طبق برنامه‌ریزی جدید سازمان لیگ، خلاف نظر و درخواست باشگاه پرسپولیس برگزاری بازی استقلال و نفت آبادان به بعد از دربی موکول شده‌است. همین اتفاق باعث شد هواداران پرسپولیس در اعتراض به برنامه‌ریزی سازمان لیگ هشتگ فدراسیون آبی را ترند اول توییتر فارسی کنند تا به این شکل اعتراض خود را به سازمان لیگ اعلام کنند.                                                              | [ ۱۵۳ ] [ ۱۵۴ ]                 |
| دشت برچی               | اردیبهشت     | اجتماعی | پس از بمب‌گذاری ۱۴۰۰ مدرسه سیدالشهدا کابل به همراه #هشتگ‌های شیعیان_هزاره و #افغانستان_تسلیت ترند شدند. | [ ۱۵۵ ]                         |
| بابک خرمدین            | اردیبهشت     | اجتماعی | پس از کشته شدن بابک خرمدین کارگردان سینما توسط پدر و مادرش | [ ۱۵۶ ] [ ۱۵۷ ]                 |
| بیداری                 | خرداد        | ورزشی   | در اعتراض به آرای کمیته انضباطی در مورد محرومیت بازیکنان پرسپولیس و استوری سرمربی این تیم در اینستاگرام | [ ۱۵۸ ]                         |
| قطعی برق               | خرداد        | اجتماعی | در پی قطعی پی در پی برق در شهرهای ایران |                                 |
| StopHazaraGenocide     | خرداد        | اجتماعی | کاربران در یک طوفان توییتری با راه اندازی هشتک «StopHazaraGenocide#» یا نسل‌کشی هزاره‌ها را متوقف کنید در شبکه‌های اجتماعی به ویژه توییتر، خواهان توجه جامعه جهانی به این موضوع شدند. شماری از افغان‌ها در اعتراض به آنچه «نسل‌کشی هزاره‌ها» می‌خوانند، در افغانستان طوفان توییتری را با هشتگ (StopHazaraGenocide) راه اندازی کرده‌اند.                                              | [ ۱۵۹ ] [ ۱۶۰ ] [ ۱۶۱ ]         |
| لغو اخراج              | تیر          | سیاسی   | در اعتراض به حکم اخراج کسری نوری از دانشگاه تهران | [ ۱۶۲ ]                         |
| آب مثل آبان            | تیر          | سیاسی   | در حمایت از اعتراضات مردمی خوزستان |                                 |
| #SavePanjshir          | شهریور       | سیاسی   | در حمایت از احمد مسعود در درگیری‌های افغانستان هشتگ #SavePanjshir و #احمدمسعود ترند شدند. | [ ۱۶۳ ]                         |

### سال ۲۰۲۲
| #             | تاریخ              | موضوع   | شرح | منبع                    |
| ------------- | ------------------ | ------- | --- | ----------------------- |
| سال ۱۴۰۰–۱۴۰۱ |                    |         | |                         |
| پرواز۷۵۲      | دی                 | اجتماعی | در دومین سالگرد ساقط شدن پرواز شماره ۷۵۲ انجمن خانواده‌های جان‌باختگان هواپیمای اوکراینی از مردم خواست از ۱۱ تا ۱۸ دی‌ماه به یاد قربانیان حادثه شمعی روشن کنند و تصویر آن را با هشتگ «#من_هم_شمعی_روشن_خواهم_کردم» در شبکه‌های اجتماعی به اشتراک بگذارند. در ابتدا اینستاگرام به‌علت «گزارش گروهی» ساخت این هشتگ را محدود کرد اما پس از انتقادهای گسترده، محدودیت را برداشت و بابت اشتباهش ابراز تاسف کرد. در ۱۶ دی ۱۴۰۰، این هشتگ با بیش از ۱۸ هزار و ۷۰۰ توئیت، ترند اول توئیتر فارسی شد. | [ ۱۶۴ ] [ ۱۶۵ ] [ ۱۶۶ ] |
| منوفارسی      | بهمن               | اجتماعی | در اعتراض به تک‌زبانی و بیان گلایه‌های ایرانیان غیرفارسی زبان از مشکلاتی است که در به‌کارگیری زبان فارسی یا تبعیض در استفاده از این زبان تجربه کرده‌اند. | [ ۱۶۷ ] [ ۱۶۸ ]         |
| سیسمونی گیت   | فروردین و اردیبهشت | اجتماعی | در اعتراض به سفر خانواده محمدباقر قالیباف، رئیس مجلس شورای اسلامی، به ترکیه برای خرید سیسمونی نوزاد | [ ۱۶۹ ]                 |
| سلام درمانده  | فروردین و اردیبهشت | سیاسی   | برخی کاربران شبکه‌های اجتماعی در واکنش به سرود سلام فرمانده با هشتگ‌هایی نظیر «سلام درمانده»، «سلام وامانده»، و «سلام پس‌مانده» و بارگذاری ویدئوهایی روی این سرود، سید علی خامنه‌ای را با پایان کار رهبرانی مثل هیتلر، صدام، و قذافی مقایسه کرده‌اند. | [ ۱۷۰ ]                 |
| حجاب بی‌حجاب   | تیر                | اجتماعی | زنان ایرانی که در ایران بودند روسری یا شال خود را از سرشان درآوردند، در بلوارها قدم زدند و از این کار فیلم و عکس تهیه کردند. | [ ۱۷۱ ]                 |
| مهسا امینی    | شهریور             | سیاسی   | در اعتراض به کشته شدن مهسا امینی، دختر ایرانی که در ۲۲ شهریور ۱۴۰۱ پس از دستگیری توسط گشت ارشاد بر اثر ضرب و شتم مأموران به کما رفت و دو روز بعد در بیمارستان کسری درگذشت. با وجود قطعی اینترنت و فیلتر توئیتر در ایران #مهسا_امینی با بیش از ۳۲۰ میلیون توییت، رکورد یک هشتگ در جهان را شکسته است. | [ ۱۷۲ ] [ ۱۷۳ ] [ ۱۷۴ ] |
| نیکا شاکرمی   | مهر                | اجتماعی | این هشتگ که در اعتراض به ربایش، کشته شدن و خاکسپاری مخفیانهٔ نیکا شاکرمی توسط نیروهای امنیتی ایجاد شد در ۱۴ مهر ۱۴۰۱ با حدود دو میلیون توییت ترند توییتر فارسی شد. | [ ۱۷۵ ]                 |
| حسین رونقی    | آبان               | سیاسی   | این هشتگ در موضوع اعتصاب غذای حسین رونقی و انتقالش به بیمارستان دی او ترند شد. این هشتگ بیش از یک میلیون و هشتصد هزار بار در توییتر (شبکه ایکس) استفاده شد | [ ۱۷۶ ]                 |
| محسن شکاری    | آذر                | سیاسی   | این هشتگ در اعتراض به اعدام ناگهانیمحسن شکاری و هشدار دربارهٔ احتمال اجرای احکام اعدام بیشتر ترند شده است. | [ ۱۷۷ ]                 |

### سال ۲۰۲۳
| #             | تاریخ | موضوع   | شرح | منبع                    |
| ------------- | ----- | ------- | --- | ----------------------- |
| سال ۱۴۰۱–۱۴۰۲ |       |         | |                         |
| نه            | خرداد | اجتماعی | در واکنش به حمله نیروهای جمهوری اسلامی به دانشجویان بدون حجاب اجباری در دانشگاه هنر و حمایت دانشگاه‌های دیگر | [ ۱۷۸ ] [ ۱۷۹ ] [ ۱۸۰ ] |